# اردوگاه کار اجباری گروس‌روزن
اردوگاه کار اجباری گروس‌روزن (به آلمانی: KZ Groß-Rosen) از بزرگترین اردوگاه‌های کار اجباری نازی‌ها بود که توسط آلمان نازی در سال ۱۹۴۰ ساخته شد. این اردوگاه در ابتدا به عنوان اردوگاه فرعی اردوگاه کار اجباری زاکسن‌هاوزن ساخته شد.
بزرگترین جمعیت زندانیان، یهودیان بودند که در ابتدا از اردوگاه‌های داخائو و زاکسنهاوزن، و بعداً از بوخنوالد آمده بودند. بیش از ۴۰ هزار نفر در این اردوگاه به قتل رسیدند. 
در اوج فعالیت خود در سال ۱۹۴۴، مجموعه گروس-روزن تا ۱۰۰ اردوگاه فرعی داشت که در شرق آلمان و در چکسلواکی و لهستان تحت اشغال آلمان قرار داشتند.

## تأسیس اردوگاه
اردوگاه گروس-روزن در تابستان ۱۹۴۰ به عنوان یک اردوگاه فرعی اردوگاه تمرکز زاکسنهاوزن تأسیس شد. 
گروس روزن در ۱ مه ۱۹۴۱ به یک اردوگاه مستقل تبدیل شد. با رشد مجموعه، اکثر زندانیان در شرکت‌های جدید نازی متصل به این اردوگاه‌های فرعی به کار گرفته شدند.

### اردوگاه های فرعی
در اوج فعالیت خود در سال ۱۹۴۴، مجموعه گروس-روزن تا ۱۰۰ اردوگاه فرعی داشت که در شرق آلمان و چکسلواکی و لهستان اشغال شده توسط آلمان قرار داشتند. در مرحله نهایی، جمعیت اردوگاه‌های گروس-روزن ٪۱۱ از کل زندانیان اردوگاه‌های کار اجباری نازی را در آن زمان تشکیل می‌داد. در مجموع ۱۲۵،۰۰۰ زندانی از ملیت‌های مختلف در طول موجودیت این مجموعه از آن عبور کردند، که تخمین زده می‌شود ۴۰،۰۰۰ نفر از آنها در محل، در راهپیمایی‌های مرگ و در انتقال‌های تخلیه جان باختند. 
اردوگاه کار اجباری گابرسدورف بخشی از شبکه‌ای از اردوگاه‌های کار اجباری برای زندانیان یهودی بود که از سال ۱۹۴۱ تحت نظر سازمان «اشملت» فعالیت می‌کرد. کارخانه ریسندگی که زندانیان زن یهودی در آن کار می‌کردند، در سال ۱۹۳۹ توسط شرکتی مستقر در وین به نام Vereinigte Textilwerke K. H. Barthel & Co «آریایی» شده بود. تا ۱۸ مارس ۱۹۴۴، گابرسدورف به یک اردوگاه فرعی گروس-روزن تبدیل شده بود.

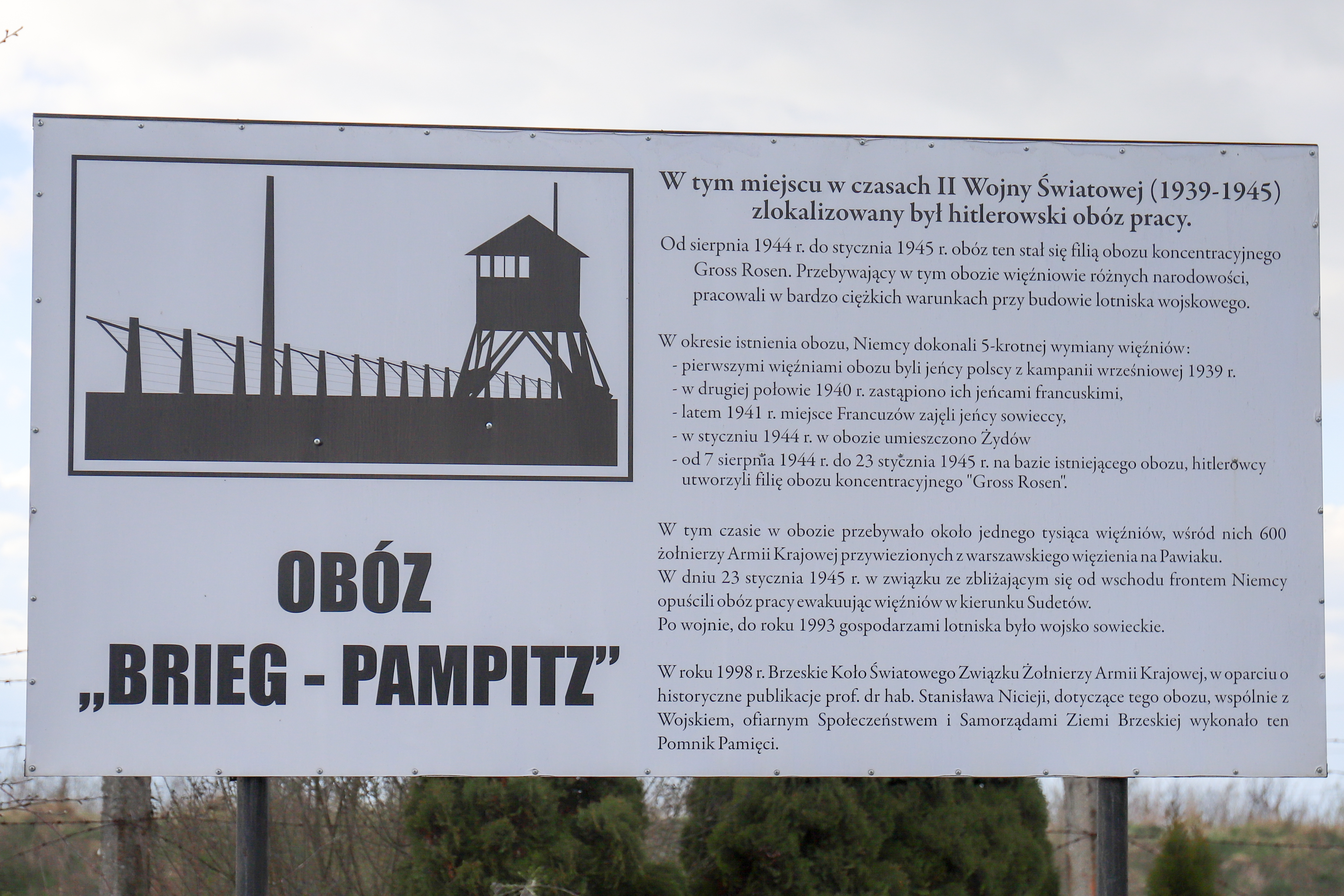
اردوگاه فرعی بریگ

یکی از اردوگاه‌های فرعی گروس-روزن، اردوگاه کار برونلیتز (Arbeitslager Brünnlitz) بود که در شهر برننتس چکسلواکی قرار داشت، جایی که یهودیان نجات یافته توسط اسکار شیندلر در آن اسکان داده شده بودند.
اردوگاه فرعی بریگ، واقع در نزدیکی روستای پامپیتز، در ابتدا محل یک اردوگاه کار اجباری یهودیان بود تا اینکه در آوت ۱۹۴۴، زندانیان یهودی با اولین انتقال زندانیان از اردوگاه اصلی گروس-روزن جایگزین شدند. این اردوگاه عمدتاً توسط سربازان لوفت‌وافه و تعداد کمی از اعضای اس‌اس اداره می‌شد.

## کار اجباری در اردوگاه
در ابتدا، کار اجباری در یک معدن سنگ بزرگ متعلق به «SS-Deutsche Erd- und Steinwerke GmbH» (شرکت کارهای زمینی و سنگی آلمان اس‌اس) انجام می‌شد. در پاییز ۱۹۴۰، استفاده از نیروی کار در سیلزی علیا توسط سازمان جدید «اشملت» که به دستور هاینریش هیملر تشکیل شده بود، به عهده گرفته شد. این سازمان به نام رهبر آن، آلبرخت اشملت، نامگذاری شد. این شرکت مسئولیت استخدام یهودیان از اردوگاه‌های اجباری را بر عهده گرفت، در حالی که این یهودیان قرار بود فقط در ازای غذا کار کنند، بدون هیچ پرداخت اضافی. 
موقعیت گروس-روزن نزدیک به لهستان اشغالی مزیت قابل توجهی داشت. زندانیان در ساخت سیستمی از اردوگاه‌های فرعی برای اخراج‌شدگان از سرزمین‌های الحاق شده به کار گرفته شدند. 

## رفتار با زندانیان اردوگاه

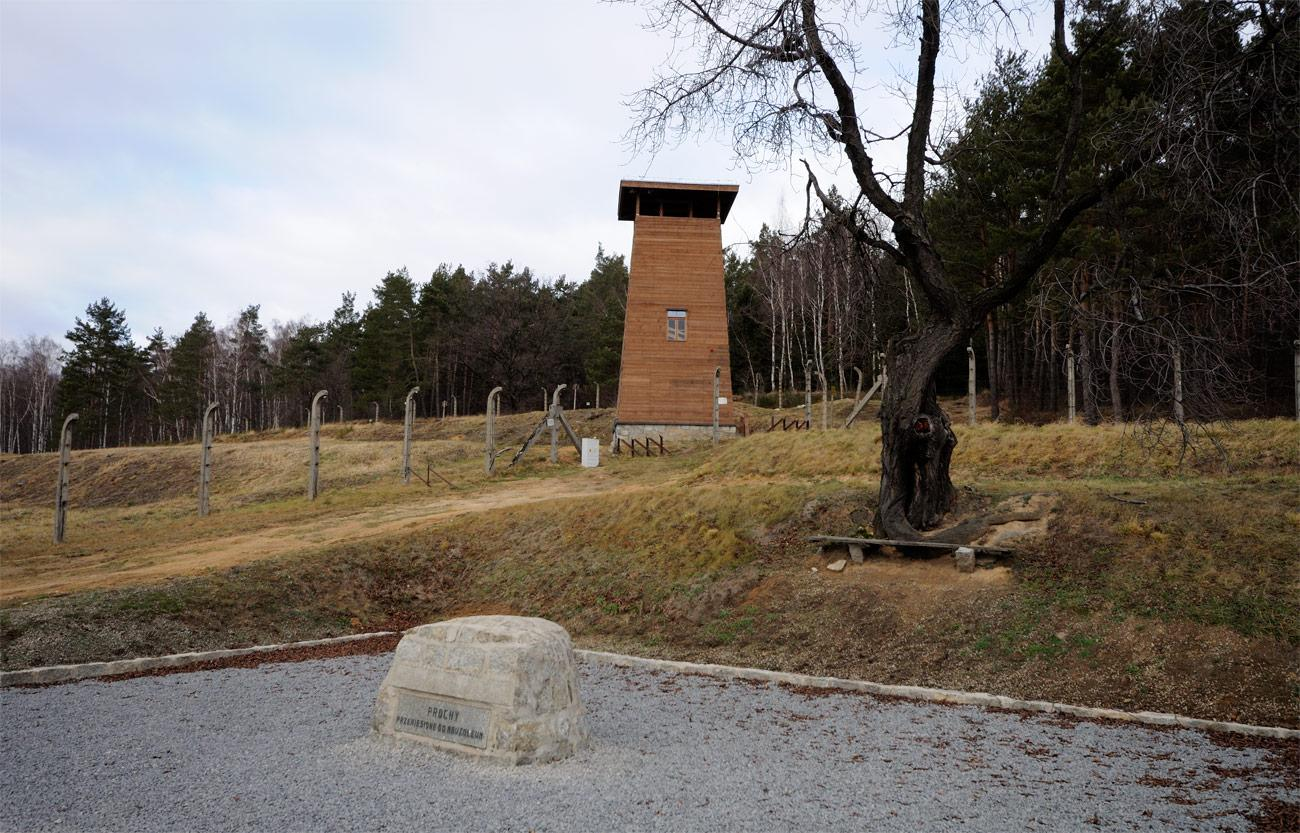
گور دسته جمعی قربانیان سوزانده شده در اردوگاه

در اکتبر ۱۹۴۱، اس‌اس حدود ۳،۰۰۰ اسیر جنگی شوروی را برای اعدام با تیراندازی به گروس-روزن منتقل کرد. گروس-روزن به خاطر رفتار وحشیانه‌اش با زندانیان به اصطلاح «شب و مه» که بدون هیچ اثری از جوامع هدف ناپدید می‌شدند، شناخته شده بود. اکثر آنها در معدن گرانیت جان باختند.  
رفتار وحشیانه با زندانیان سیاسی و یهودی نه تنها در دست نگهبانان و زندانیان جنایتکار آلمانی که توسط اس‌اس آورده شده بودند بود، بلکه تا حدی کمتر نیز توسط مدیریت آلمانی معدن سنگ که مسئول جیره‌های قحطی و عدم ارائه کمک پزشکی بود، تشدید می‌شد. در سال ۱۹۴۲، برای زندانیان سیاسی، میانگین مدت زمان بقا کمتر از دو ماه بود.
به دلیل تغییر سیاست در آگوست ۱۹۴۲، احتمال زنده ماندن زندانیان بیشتر شد زیرا آنها به عنوان کارگران برده در صنایع جنگی آلمان مورد نیاز بودند. از جمله شرکت‌هایی که از کار اجباری زندانیان اردوگاه‌های کار اجباری بهره بردند، می‌توان به تولیدکنندگان لوازم الکترونیکی آلمانی مانند بلاپونکت، زیمنس، کروپ، ایی‌گه فاربن و دایملر-بنز اشاره کرد. برخی از زندانیانی که قادر به کار نبودند اما هنوز در حال مرگ نبودند به اردوگاه کار اجباری داخائو فرستاده شدند.

## جمعیت اردوگاه
بزرگترین جمعیت زندانیان، یهودیان بودند که در ابتدا از اردوگاه‌های داخائو و زاکسن‌هاوزن، و بعداً از بوخن‌والت آمده بودند. در طول موجودیت اردوگاه، جمعیت زندانیان یهودی عمدتاً از لهستان و مجارستان بودند؛ دیگران از بلژیک، فرانسه، هلند، یونان، یوگسلاوی، اسلواکی و ایتالیا بودند.
پس از قیام ناموفق ورشو لهستان در سال ۱۹۴۴، آلمانی‌ها ۳۰۰۰ لهستانی را از اردوگاه دولاگ ۱۲۱ در پروشکوف، جایی که در ابتدا زندانی شده بودند، به گروس-روزن تبعید کردند. این لهستانی‌ها عمدتاً افراد ۲۰ تا ۴۰ ساله بودند.

## همچنین ببینید
- فهرست اردوگاه‌های کار اجباری نازی‌ها